# Elytrogona quatuordecimmaculata
Elytrogona quatuordecimmaculata es una especie de insecto coleóptero de la familia Chrysomelidae.
Fue descrita científicamente en 1802 por Pierre André Latreille.